# Сімпсони (сезон 11)
Одинадцяий сезон мультсеріалу «Сімпсони» розпочався на каналі «Fox» 26 вересня 1999 і закінчився 21 травня 2000 року.

## Список серій
| № серії (загалом) | № серії (в сезоні) | Назва серії                                                                              | Режисер(и)      | Сценарист(и)                                                     | Оригінальна дата показу | Код серії | Глядачів в США (млн) |
| --- | ------------------ | ---------------------------------------------------------------------------------------- | --------------- | ---------------------------------------------------------------- | ----------------------- | --------- | -------------------- |
| 227 | 1                  | «Beyond Blunderdome» «Під куполом помилки»                                               | Стівен Дін Мур  | Майк Скаллі                                                      | 26 вересня 1999         | AABF23    | 8.10                 |
| Коли Гомер і Мардж відвідують тестовий показ римейка Мела Гібсона фільму «Містер Сміт вирушає до Вашингтона», Гомер дає фільму дуже сувору критику. Замість того що б злитися на Гомера, Гібсон вирішує найняти його консультантом з переписування сценарію. Разом Мел і Гомер перетворюють фільм у криваве побоїще… Запрошені зірки: Джек Бернс в ролі Едварда Хріщена, Мел Гібсон в ролі самого себе |                    |                                                                                          |                 |                                                                  |                         |           |                      |
| 228 | 2                  | «Brother’s Little Helper» «Маленький помічник брата»                                     | Марк Кіркланд   | Джордж Мейер                                                     | 3 жовтня 1999           | AABF22    | 7.10                 |
| Після того як Барта зловили за вчинення чергового деструктивної дії, Гомер і Мардж «садять» його на ліки. Хлопчик починає приймати «Фокусин», експериментальний препарат від дефіциту уваги, який спочатку перетворює його в зразкового хлопчика. Однак, у ліків є один дивний побічний ефект, і Барт стає параноїком. Запрошені зірки: Марк МакГвайр в ролі самого себе |                    |                                                                                          |                 |                                                                  |                         |           |                      |
| 229 | 3                  | «Guess Who’s Coming to Criticize Dinner?» «Вгадай, хто прийде, щоб розкритикувати обід?» | Ненсі Круз      | Ел Джін                                                          | 24 жовтня 1999          | AABF21    | 6.70                 |
| Гомер отримує прекрасну роботу, ставши головним ресторанним критиком газети «The Springfield Shopper». Він любить цю роботу, але навряд чи може написати рецензію. Коли Ліса допомагає йому в написанні колонок, Гомер стає наймогутнішим і найстрахітливим критиком у місті. Незабаром на Гомера злий кожен власник ресторану в місті і вони об’єднуються, щоб вбити Гомера за допомогою отруєного еклера… Запрошені зірки: Едвард Аснер в ролі редактора «The Springfield Shopper» |                    |                                                                                          |                 |                                                                  |                         |           |                      |
| 230 | 4                  | «Treehouse of Horror X» «Сімпсони і Гелоуїн X»                                           | Піт Майклз      | Донік Кері (1 частина) Тім Лонг (2 частина) Рон Хауг (3 частина) | 31 жовтня 1999          | BABF01    | 8.70                 |
| «I Know What You Diddily-Iddily-Did» (укр. «Я знаю, що Ви зробилоньки») — Сімпсони випадково збивають на авто і вбивають Неда Фландерса, і врешті відхрещуються від вбивства, поки хтось (або щось) не переслідує їх із твердженням, що він був свідком злочину. «Desperately Xeeking Xena» (укр. «Ксена шукає нареченого») — Барт і Ліса стають супергероями після опромінення радіацією. Разом вони б'ються проти злого продавця коміксів, який викрадає Люсі Лоулес — Ксену, принцесу-воїна. «Life's a Glitch, Then You Die» (укр. «Життя — це глюк, а далі — смерть») — Після того, як Гомер забув підготувати всі комп'ютери на Спрінґфілдській АЕС до «проблеми 2000», вона поширюється на кожен комп'ютер і електронний пристрій у світі, викликаючи технологічний апокаліпсис. Запрошені зірки: Дік Кларк, Том Арнольд і Люсі Лоулес в ролі самих себе |                    |                                                                                          |                 |                                                                  |                         |           |                      |
| 231 | 5                  | «E-I-E-I-(Annoyed Grunt)» «І-Я-І-Я-Д’оу»                                                 | Боб Андерсон    | Ієн Макстон-Ґрем                                                 | 7 листопада 1999        | AABF19    | 8.40                 |
| Після невдалої спроби відкрутитися від дуелі, Гомер і його сім’я тікають у село, де стають фермерами. Життя фермера Гомера було нелегке, до тих пір, поки він не винайшов новий продукт під назвою Тютюнодор – помідор, схрещений з тютюном. Новий фрукт огидний на смак, але викликає моторошне звикання… Запрошені зірки: The B-52's в ролі самих себе |                    |                                                                                          |                 |                                                                  |                         |           |                      |
| 232 | 6                  | «Hello Gutter, Hello Fadder» «Привіт, жолобе, привіт, примхо»                            | Майк Андерсон   | Ел Джін                                                          | 14 листопада 1999       | BABF02    | 9.20                 |
| Гомер нехтує чаюванням з Меґґі і замість цього йде грати в боулінг, обманюючи, що на заводі НС. Брехня розкривається, коли Гомер вибиває 300 очок у боулінгу та привертає увагу ЗМІ. За свої заслуги Гомер стає знаменитістю. Однак, слава Гомера швидко сходить нанівець. В депресії він вирішує присвятити своє життя дітям. Запрошені зірки: Рон Говард, Піт О'Брайен, Ненсі О'Делл, Пенн Джиллетт і Теллер в ролі самих себе |                    |                                                                                          |                 |                                                                  |                         |           |                      |
| 233 | 7                  | «Eight Misbehavin’» «Вісім пустунів»                                                     | Стівен Дін Мур  | Метт Селман                                                      | 21 листопада 1999       | BABF03    | 9.20                 |
| Апу і його дружина вирішили завести дитину. За допомогою ліків, їх спроби вдалого результату стали надто вдалими: через дев’ять місяців Манджула народжує восьмерню. Жителі Спрінґфілда святкують появу малюків на світ, а місцеві компанії обсипають Апу і Манджулу безкоштовними товарами. Однак, коли Шелбівілльская пара дає життя дев’ятірні, вся увага переходить до них, і Апу з Манджулою доводиться ростити дітей одним. Щоб заробити більше грошей, їм доводиться ростити дітей у скляній кімнаті зоопарку. Запрошені зірки: Джен Хукс в ролі Манджули, Гаррі Маршалл в ролі Ларрі Дітосмерть, Френк Велкер в ролі тварин, Бутч Патрік в ролі самого себе |                    |                                                                                          |                 |                                                                  |                         |           |                      |
| 234 | 8                  | «Take My Wife, Sleaze» «Візьми мою дружину, поганцю»                                     | Ніл Аффлек      | Джон Шварцвельдер                                                | 28 листопада 1999       | BABF05    | 8.90                 |
| Гомер виграє мотоцикл на конкурсі танців в кафе 50-х. Він організовує свою банду байкерів «Hell’s Satans» (укр. «Пекельні дияволи»). Однак, байкерам з Бейкерсфілда з однойменною назвою це не подобається. Вони руйнують житло Сімпсонів і забирають Мардж. Запрошені зірки: Джон Гудмен в ролі Гада, Генрі Вінклер в ролі Палиці, Джей Норт та NRBQ в ролі самих себе |                    |                                                                                          |                 |                                                                  |                         |           |                      |
| 235 | 9                  | «Grift of the Magi» «Бруд волхвів»                                                       | Метью Настюк    | Том Мартін                                                       | 19 грудня 1999          | BABF07    | 7.76                 |
| Через розтрати Спрингфілдська початкова школа змушена закритися. Через деякий час навчальний заклад відкривається вже під новим керівництвом. Однак, замість того, щоб вчитися, діти стають учасниками таємного експерименту і творцями милих іграшок-вбивць. Щоб врятувати Різдво від лиходіїв, Гомеру треба вкрасти всі дитячі подарунки. Запрошені зірки: Джо Мантенья в ролі Жирного Тоні, Тім Роббінс в ролі Джима Гоупа, Кларенс Клемонс в ролі оповідача, Гарі Коулман в ролі самого себе |                    |                                                                                          |                 |                                                                  |                         |           |                      |
| 236 | 10                 | «Little Big Mom» «Маленька велика мама»                                                  | Марк Кіркланд   | Керолін Омайн                                                    | 9 січня 2000            | BABF04    | 10.00                |
| Сімпсони їдуть кататися на гірських лижах. Мардж вважає за краще не ризикувати здоров’ям і весь день проводить в хатині. Але через безглузду випадковість отримує складний перелом ноги. Поки Мардж в лікарні, Ліса бере на себе обов’язки домогосподарки. Запрошені зірки: Елвуд Едвардс в ролі віртуального лікаря |                    |                                                                                          |                 |                                                                  |                         |           |                      |
| 237 | 11                 | «Faith Off» «Без віри»                                                                   | Ненсі Круз      | Френк Мула                                                       | 16 січня 2000           | BABF06    | 10.40                |
| На вечорі випускників Спрінґфилдского університету Гомерові на голову падає відро з клеєм. Після шоу цілителя Барт вважає, що і він має силу зцілювати людей через віру після того, адже зміг зняти відро (з цим не впорався навіть доктор). Однак, коли Барт під час свого «сеансу зцілення» розбиває окуляри Мілгауса, той ледь не потрапляє під вантажівку. Барт, відчуваючи себе винним, хоче завершити свою кар’єру «цілителя»… Тим часом Гомер готує платформу для виступу в перерві матчу з футболу за участю Спрінґфилдского університету. Запрошені зірки: Дон Чідл в ролі Брата Віри, Джо Мантенья в ролі Жирного Тоні |                    |                                                                                          |                 |                                                                  |                         |           |                      |
| 238 | 12                 | «The Mansion Family» «Сім’я в особняку»                                                  | Майкл Полчіно   | Джон Шварцвельдер                                                | 23 січня 2000           | BABF08    | 11.30                |
| Містер Бернс як найстарший житель Спрінґфілда вирішує подбати про своє здоров’я і їде на обстеження в клініку. Доглянути за будинком він просить сім’ю Сімпсонів. Гомер уявляє, що він став мільярдером, і влаштовує вечірку в нейтральних водах на яхті містера Бернса, але корабель захоплюють китайські пірати… Запрошені зірки: Брітні Спірс в ролі самої себе |                    |                                                                                          |                 |                                                                  |                         |           |                      |
| 239 | 13                 | «Saddlesore Galactica» «Барт — жокей»                                                    | Ленс Крамер     | Тім Лонг                                                         | 6 лютого 2000           | BABF09    | 9.60                 |
| Барт знаходить коня на ім’я Дункан, якого кинув господар. Хлопчик вирішує виставити його на скачки. Спочатку, кінь програє, але потім він змінює свій імідж і стає лютим. Жокеям це не подобається і вони ставлять ультиматум Гомеру – або кінь програє, або вони вбивають товстуна… Запрошені зірки: Джим Каммінгс в ролі Безстрашного «Д» (Дункана), Bachman-Turner Overdrive та Тревор Денман в ролі самих себе |                    |                                                                                          |                 |                                                                  |                         |           |                      |
| 240 | 14                 | «Alone Again, Natura-Diddily» «Знову одненький»                                          | Джим Рірдон     | Ієн Макстон-Ґрем                                                 | 13 лютого 2000          | BABF10    | 10.80                |
| Через Гомера гине Мод Фландерс. Нед і його сини сумують за нею. Щоб спокутувати свою провину, Гомер вирішує знайти Недові нову дружину, але всі його спроби обертаються невдачами. Запрошені зірки: Шон Колвін в ролі Рейчел Джордан |                    |                                                                                          |                 |                                                                  |                         |           |                      |
| 241 | 15                 | «Missionary: Impossible» «Місіонер нездійсненний»                                        | Стівен Дін Мур  | Рон Хауг                                                         | 20 лютого 2000          | BABF11    | 9.80                 |
| Гомер робить анонімне пожертвування одного серіалу розміром десять тисяч, але його розкривають. Він зізнається, що у нього грошей немає і тоді продюсери серіалу вирішують його побити за брехню. Сімпсон шукає допомоги у церкви, і отець Лавджой посилає його на один з островів Тихого Океану в якості місіонера… Запрошені зірки: Бетті Вайт в ролі самої себе |                    |                                                                                          |                 |                                                                  |                         |           |                      |
| 242 | 16                 | «Pygmoelian» «Пігмолеан»                                                                 | Марк Кіркланд   | Ларрі Дойл                                                       | 27 лютого 2000          | BABF12    | 9.40                 |
| Мо робить пластичну операцію, тому що всі вважають його виродком. Коли він став красенем, його нарешті беруть у серіал, куди його раніше не брали… |                    |                                                                                          |                 |                                                                  |                         |           |                      |
| 243 | 17                 | «Bart to the Future» «Барт у майбутньому»                                                | Майкл Меркантел | Ден Гріні                                                        | 19 березня 2000         | BABF13    | 8.77                 |
| Барт намагається проникнути в індіанське казино і його відводять до власника. Той вирішує розповісти хлопчикові майбутнє. У майбутньому Ліса стане президентом США, Барт з Ральфом – безуспішними музикантами, а Гомер спробує знайти президентський скарб у Білому Домі… |                    |                                                                                          |                 |                                                                  |                         |           |                      |
| 244 | 18                 | «Days of Wine and D’oh’ses» «Вино і провали»                                             | Ніл Аффлек      | Деб Лакуста і Ден Касталланета                                   | 9 квітня 2000           | BABF14    | 8.30                 |
| Барні розуміє, що він – алкоголік. На день народження Мо (жартома) дарує йому купон на безкоштовний урок керування вертольотом. Барні все-таки навчається керувати вертольотом. Тим часом Барт і Ліса хочуть послати свою фотографію на конкурс і виграти велосипеди. |                    |                                                                                          |                 |                                                                  |                         |           |                      |
| 245 | 19                 | «Kill the Alligator and Run» «Вбивай алігатора і біжи»                                   | Джен Кемермен   | Джон Шварцвельдер                                                | 30 квітня 2000          | BABF16    | 7.46                 |
| У Гомера знову криза середнього віку. Щоб відвернути його від поганих думок, інші Сімпсони вирішують всім разом поїхати до Флориди. Там вони скоюють злочин – випадково вбивають всіма улюбленого алігатора Капітана Джека. За це їх засуджують до в’язниці, але вони втікають… Запрошені зірки: Дідріх Бадер в ролі шерифа; Кід Рок, Роберт Еванс, Чарлі Роуз і Джо Сі в ролі самих себе |                    |                                                                                          |                 |                                                                  |                         |           |                      |
| 246 | 20                 | «Last Tap Dance in Springfield» «Остання чечітка у Спрінґфілді»                          | Ненсі Круз      | Джулі Такер                                                      | 7 травня 2000           | BABF15    | 7.30                 |
| Ліса вчиться танцювати чечітку. Хоча всі думають, що вона добре танцює, але насправді у неї нічого не виходить. Тим часом Барт з Мілгаусом вирішують жити у Спрінґфілдському торговому центрі на час тижневої «поїздки у табір». |                    |                                                                                          |                 |                                                                  |                         |           |                      |
| 247 | 21                 | «It’s a Mad, Mad, Mad, Mad Marge» «Ця шалена, шалена, шалена, шалена Мардж»              | Стівен Дін Мур  | Ларрі Дойл                                                       | 14 травня 2000          | BABF18    | 7.50                 |
| Через Мардж зривається весілля Отто і його дівчини, Беккі. Тоді наречена залишається жити у Сімпсонів. Мардж починає ревнувати Гомера до неї. Патті і Сельма кажуть їй, що вона вб’є Мардж і вкраде Гомера зі злості, через що у Мардж з’являється параноя. Вона вирішує першою здійснити напад на Беккі… Запрошені зірки: Паркер Поузі в ролі Беккі |                    |                                                                                          |                 |                                                                  |                         |           |                      |
| 248 | 22                 | «Behind the Laughter» «За лаштунками сміху»                                              | Марк Кіркланд   | Тім Лонг Джордж Мейер Майк Скаллі та Метт Селман                 | 21 травня 2000          | BABF19    | 8.30                 |
| Життя Сімпсонів показане так, ніби вони – актори свого серіалу. Запрошені зірки: Джим Форбс в ролі диктора, Базз Олдрін, Гарі Коулман, Стівен Гокінг, Том Кайт, Бутч Патрік і Віллі Нельсон в ролі самих себе |                    |                                                                                          |                 |                                                                  |                         |           |                      |